# Шварценберг (замок, Бавария)
Шварценберг (нем. Schloss Schwarzenberg) — замок недалеко от Шайнфельда во франконском Штайгервальде. Изначально это было средневековое укрепление, которое позднее оказалось перестроено в роскошную резиденцию. Несмотря на неоднократные реконструкции, хорошо сохранились многие фрагменты бывшей крепости: укреплённые валы, казематы и башни. Постройки разных эпох резко контрастируют различными архитектурными стилями.

## История

### Ранний период
Первое упоминание о замке Шварценберг относится к 1150 году. Тогда он находился во владении графов цу Кастелль. Тем не менее, ряд исследователей считает, что это упоминание может относиться к замку Шварценбург, расположенному недалеко от Вальдмюнхена. Однако, не вызывает сомнений, что члены семьи цу Кастелль проживали здесь с 1215 по 1235 годы. А около 1258—1265 года замок впервые появляется в наследственном акте рода Кастеллер. Немного позднее, в 1274 году, упоминается башня.
C 1405 по 1421 год замком владели семьи фон Гогенлоэ и фон Вестенберга, у которых приобрёл эту резиденцию Эркингер I фон Зайнсхайм барон Шварценберг, ставший основателем влиятельного аристократического дома Шварценбергов.

### С XVII по XIX века

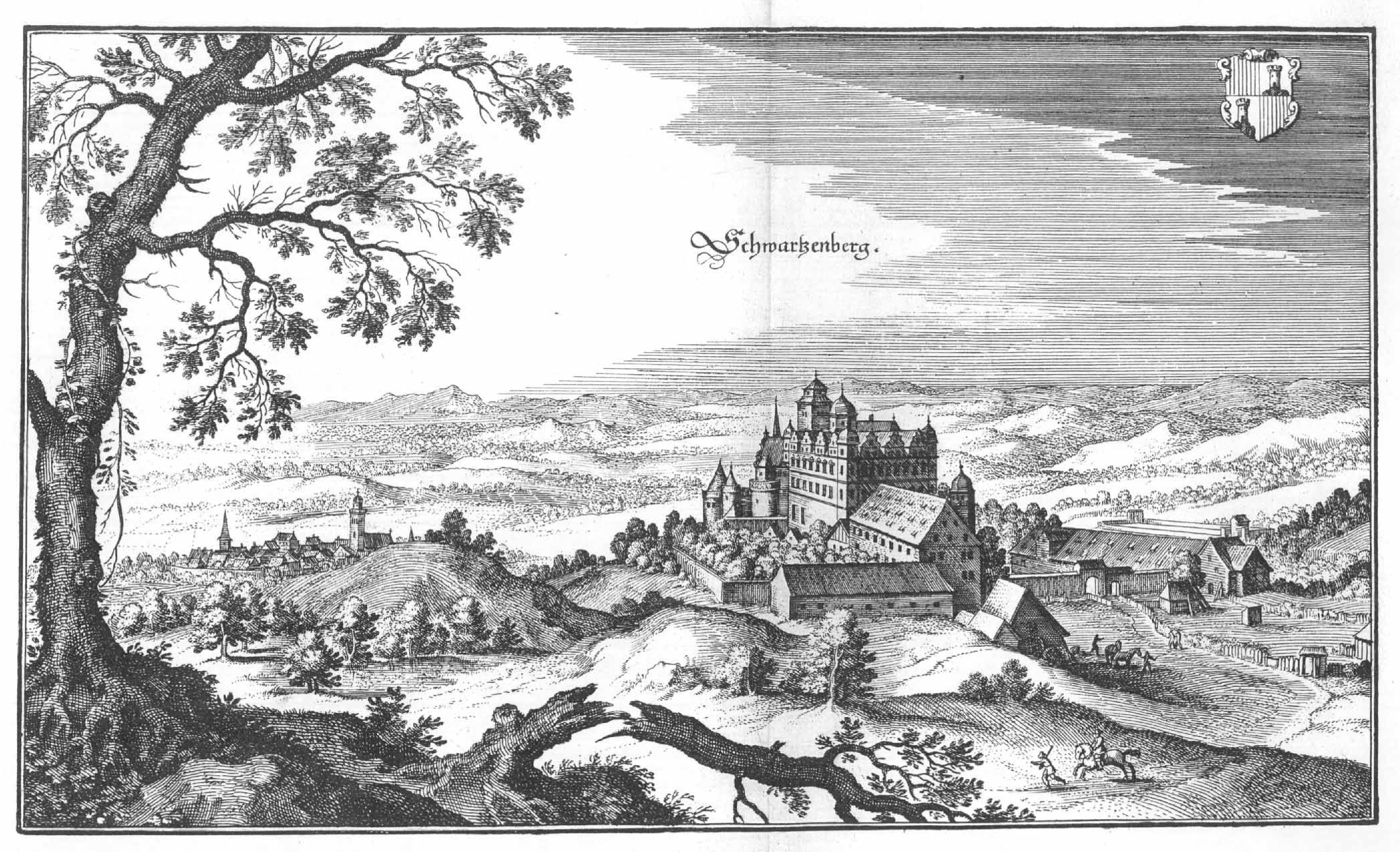
Замок на гравюре XVII века

В 1607 году замок был уничтожен пожаром.
В период с 1608 по 1618 годы граф Вольфганг Якоб фон Шварценберг цу Хоэнландсберг полностью перестроил замок. Многие здание обрели новый облик и были реконструированы в стиле архитектуры Возрождения. Проект подготовил известный архитектор из Аугсбурга Элиас Холл. Непосредственно строительством занимался Якобом Вольфом из Нюрнберга. После завершения Тридцатилетней войны обновились и внутренние интерьеры.
Во время Тридцатилетней войны, осенью 1631 года, замок Шварценберг, так же как соседние селения Шайнфельд и Обершайнфельд, был разграблен шведскими отрядами.
В 1646 году после смерти графа Георгия Людвига фон Шварценберга вся его собственность вернулась во владение семьи Хоэнландсберг, к так называемой голландской (будущей княжеской) линии Дома Шварценберга.
В 1674 году в ознаменование возвышения дома Шварценберг в княжеской резиденции была построена «Чёрная башня». Это самое высокое строение комплекса было призвано подчеркнуть престиж рода.
В XVII веке представители семьи Шварценберг перенесли центральные резиденции в Вену и Богемию. Но до 1806 года замок Шварценберг оставался резиденцией правительства и администрации имперского княжеского графства Шварценберг. Представительство баварского короля в округе Шайнфельд также размещалось в замке Шварценберг с 1814 по 1848 год. До 1852 года здесь находился королевский баварский суд и полицейское управление, а затем окружной суд.
При князе Адольфе Иосифе (1832—1914) замок был капитально отремонтирован в период с 1900 по 1902 год.

### XX и XX века
В одном из строений замка находился пивоваренный завод Schwarzenberg, его управляющий Вильгельм Хольцварт основал в Уффенхайме в 1928 году газету Uffenheimer Tageblatt.
В 1940 году нацисты конфисковали замок для своих учреждений. В конце Второй мировой войны здесь размещались немецкие беженцы, прибывшие с востока.
После оккупации Нюрнберга руководство армии США разместило в замке военный госпиталь, а затем лагерь для беженцев из стран Балтии.
В 1986 году в замке разместился Центр документации по продвижению независимой чехословацкой литературы. Кроме того, здесь было создано небольшое издательство для печати подпольной литературы.
В 2015 году прошла реконструкция замка Шварценберг.

## Современное использование
Замок остаётся частным владением. Карл цу Шварценберг, глава аристократического дома, до своей смерти в 2023 году иногда жил в замке. Интересно, что с 2007 по 2009 год и с 2010 по 2013 год он был министром иностранных дел Чешской Республики.
В одном из зданий замка под патронажем Фонда Матильды-Циммер находится частная гимназией для девочек и частная техническая школа. По предварительному заказу по замку проводятся экскурсии.

## Галерея

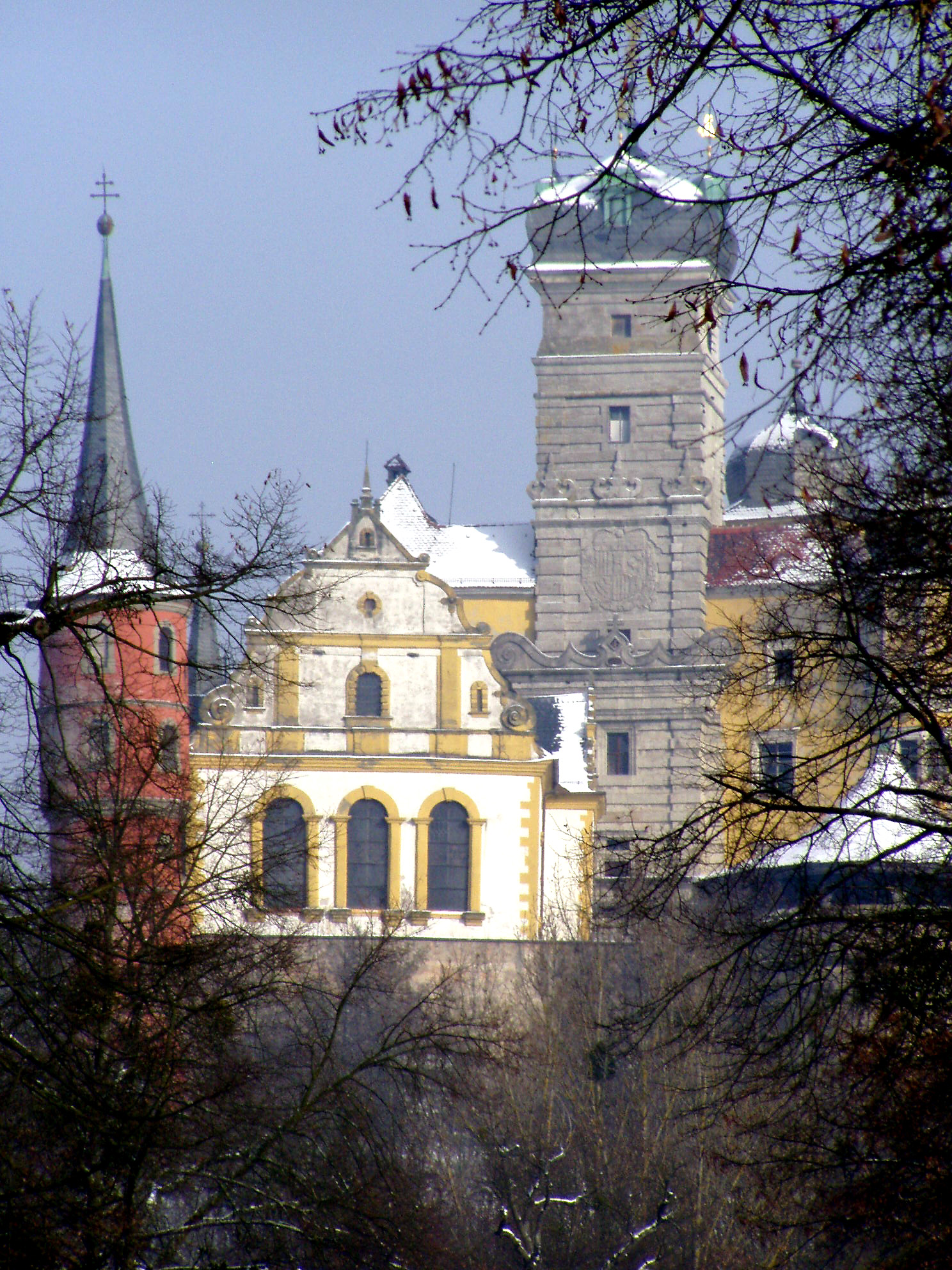
Вид замка зимой
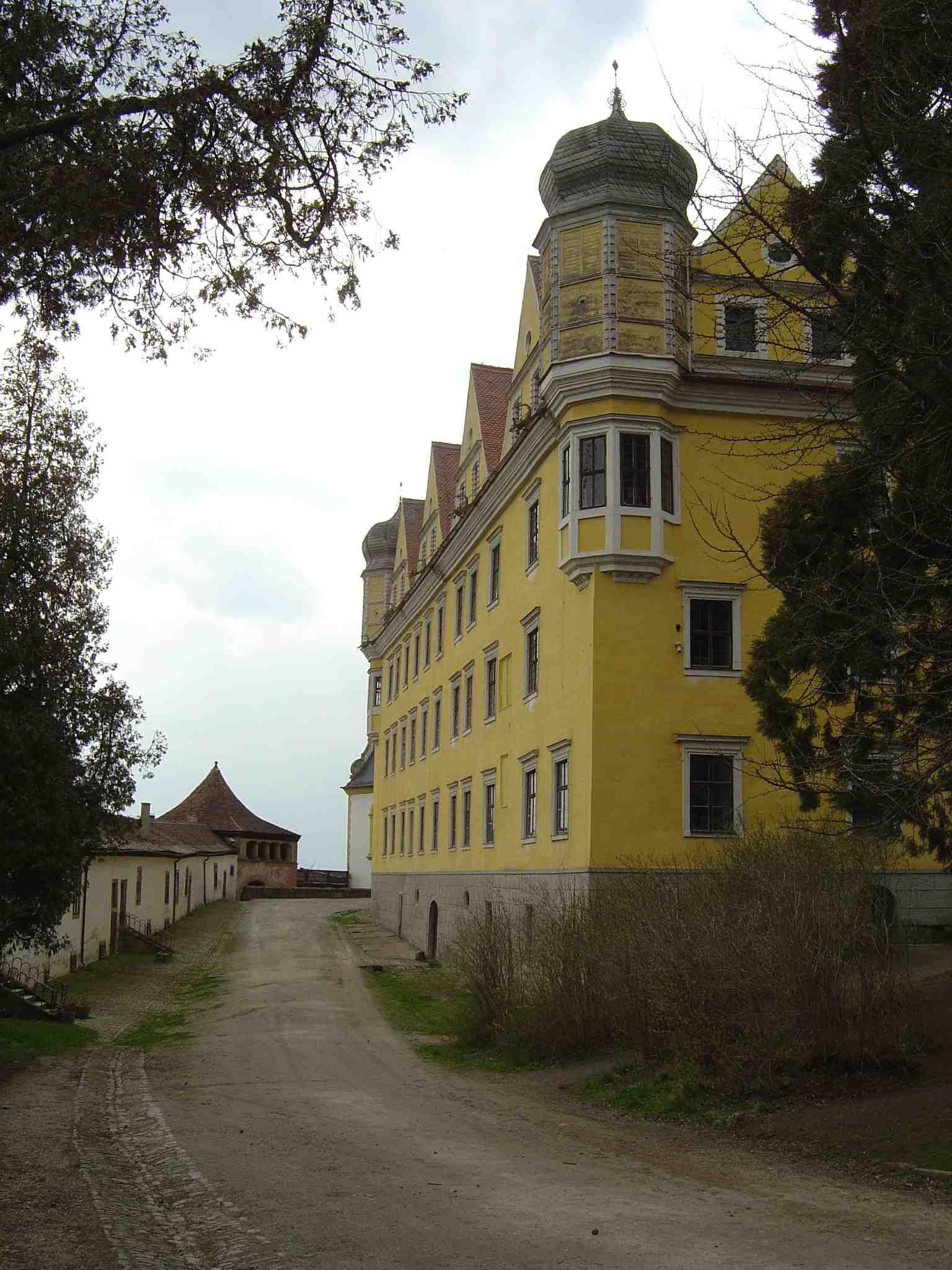
Вид резиденции с западной стороны
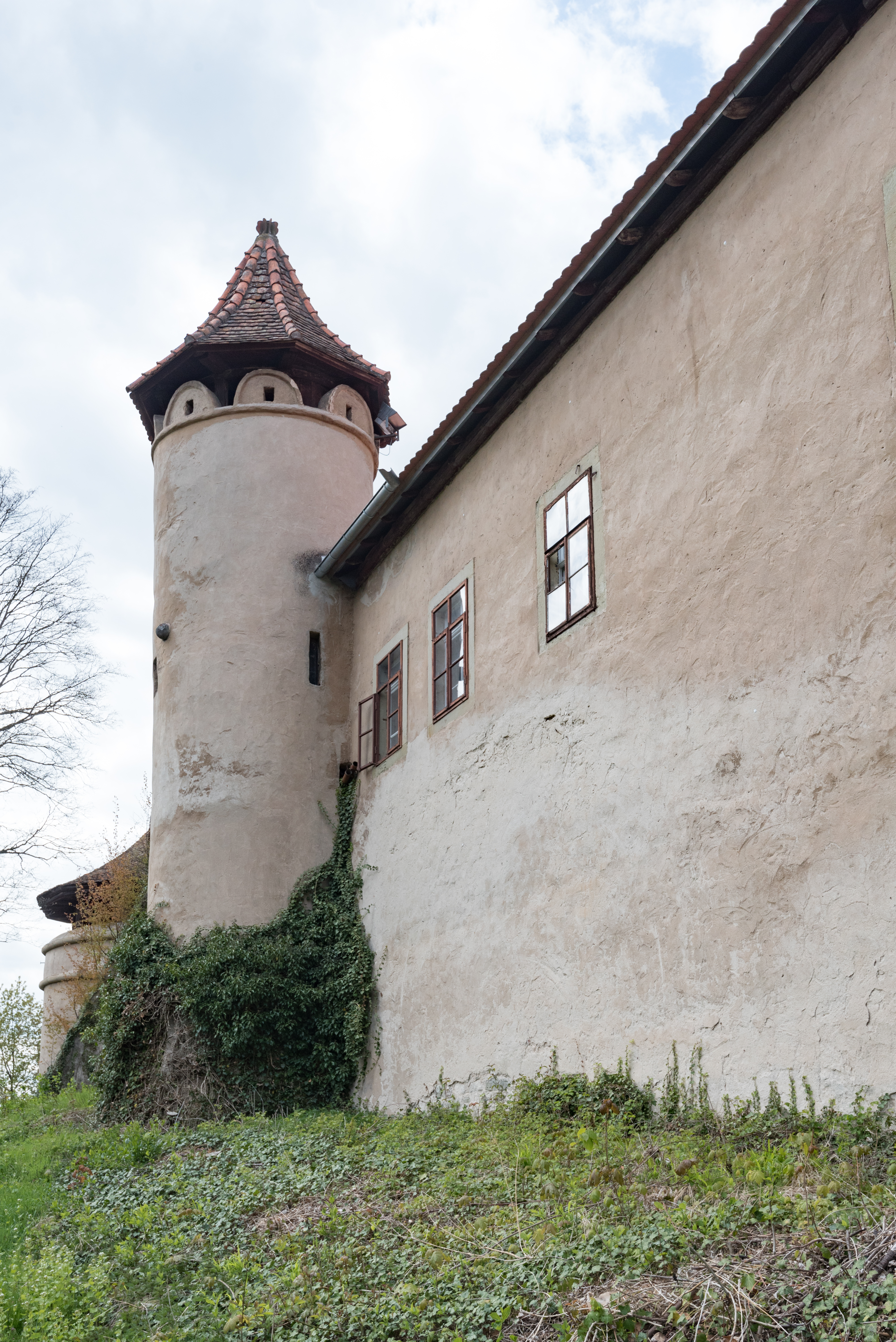
Башня Бауэрнтурм в юго-западной части замка
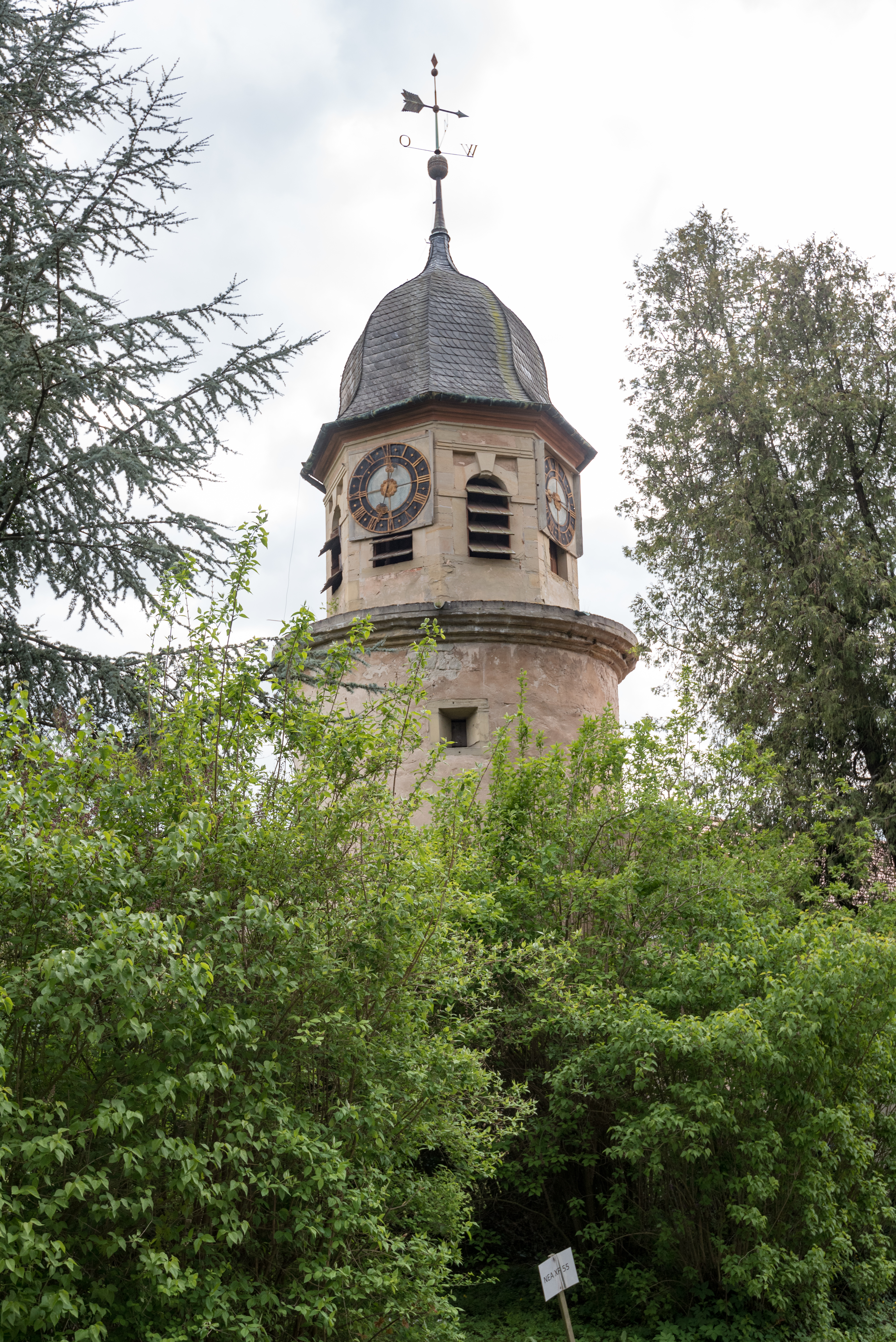
Часовая башня замка
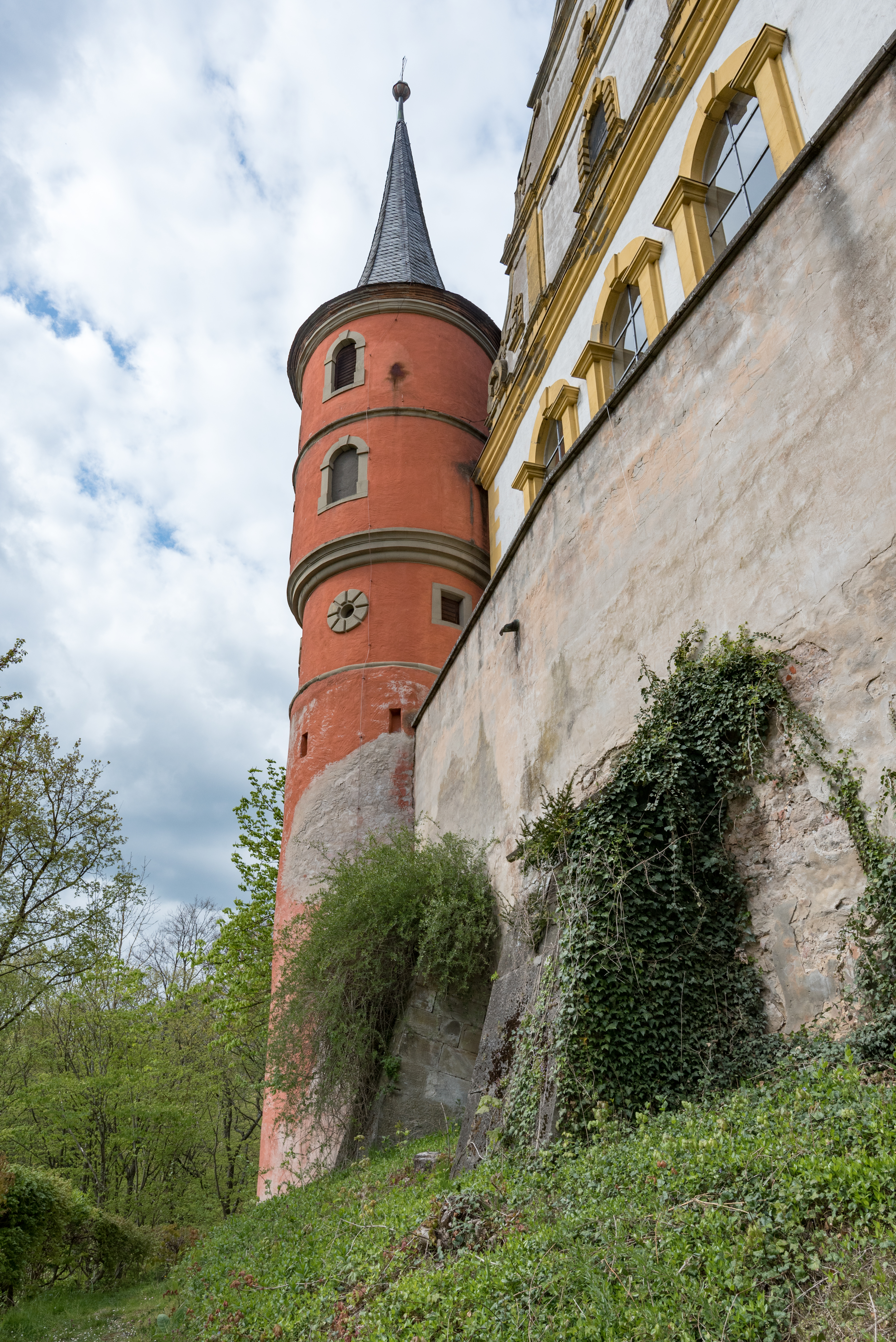
Башня Хунгертурм
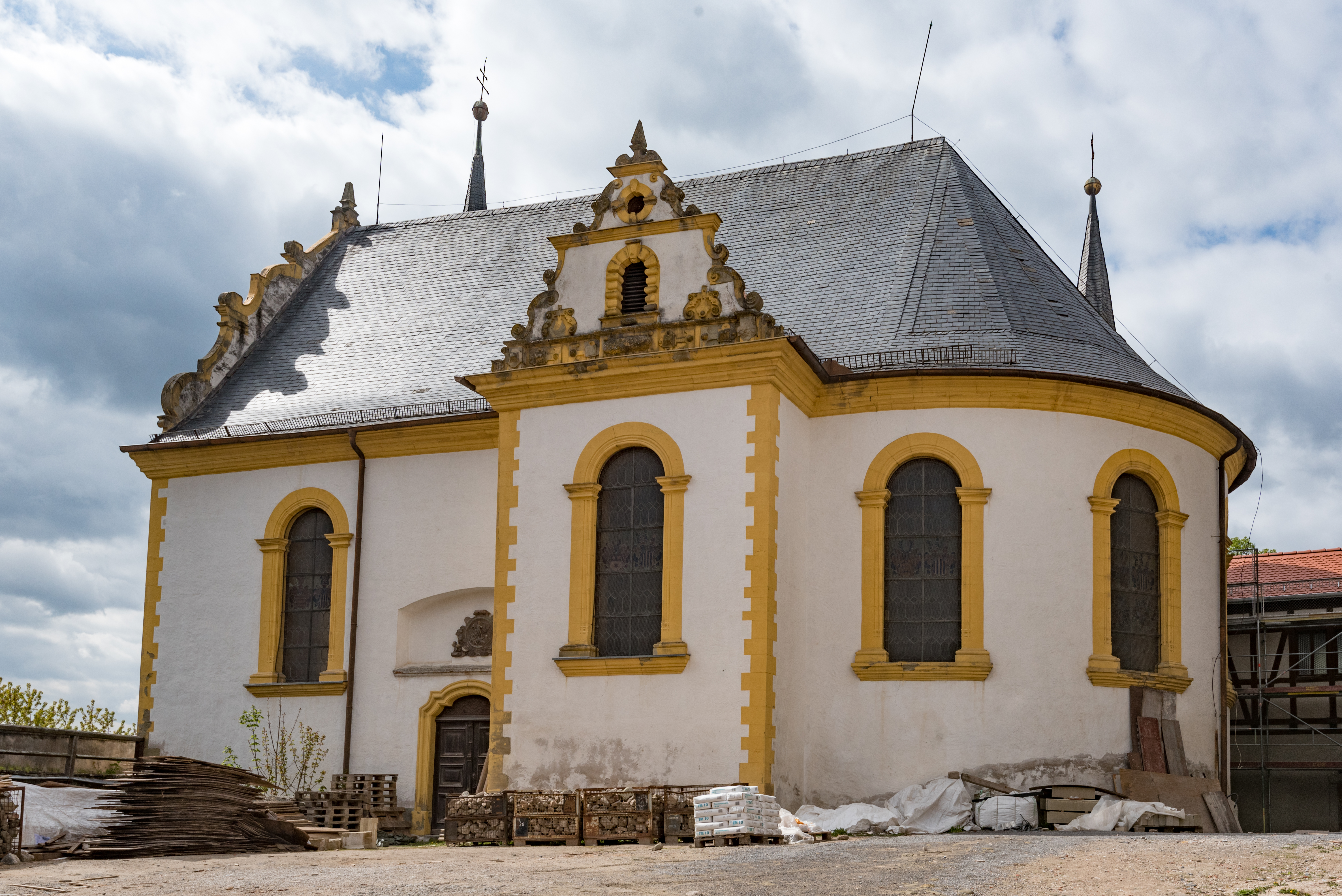
Замковая капелла